# Varg Veum
Varg Veum (z norw. varg, 'wilk') – postać fikcyjna, bohater norweskich powieści kryminalnych autorstwa Gunnara Staalesena i – nakręconych na ich podstawie – filmów z Trondem Espenem Seimem w roli głównej. Varg Veum jest prywatnym detektywem z Bergen (rodzinne miasto Staalesena), który rozwikłuje sprawy kryminalne w tym mieście.

## Powieści
Seria powieści z Veumem jako głównym bohaterem składa się z 19 tomów (17 powieści oraz 2 opowiadań) i została przetłumaczona na kilka języków, m.in. angielski, niemiecki i szwedzki. 3 tomy mają polskie wydania.
1. Bukken til havresekken, 1977
2. Din til døden, 1979
3. Tornerose sov i hundre år, 1980 (wyd. pol. pt. Mord w Bergen, 1993)
4. Kvinnen i kjøleskapet, 1981
5. I mørket er alle ulver grå, 1983
6. Hekseringen, 1985
7. Svarte får, 1988
8. Falne engler, 1989
9. Bitre blomster, 1991
10. Begravde hunder biter ikke, 1993
11. Skriften på veggen, 1995
12. De døde har det godt, 1996
13. Som i et speil, 2002
14. Ansikt til ansikt, 2004
15. Dødens drabanter, 2006 (wyd. pol. pt. Wokół śmierci, 2009)
16. Kalde hjerter, 2008 (wyd. pol. pt. Zimne serca, 2010)
17. Vi skal arve vinden, 2010
18. Der hvor roser aldri dør, 2012
19. Ingen er så trygg i fare, 2014

## Filmy (Instynkt wilka)
Dotychczas nakręcono 12 filmów (w dwóch seriach, po 6 filmów w każdej) z Vargiem Veumem jako głównym bohaterem, w którego postać wcielił się norweski aktor Trond Espen Seim. Wszystkie zostały wyprodukowane przez SF Norge:
Seria I:
1. Instynkt wilka – Gorzkie kwiaty (tytuł oryg. Varg Veum – Bitre blomster), premiera 28 września 2007 (kinowa)
2. Instynkt wilka – Mord w Bergen (tytuł oryg. Varg Veum – Tornerose), premiera 13 stycznia 2008 (na DVD)
3. Instynkt wilka – Twój aż do śmierci (tytuł oryg. Varg Veum – Din til døden), premiera 8 marca 2008 (na DVD)
4. Instynkt wilka – Upadłe anioły (tytuł oryg. Varg Veum – Falne engler), premiera 4 kwietnia 2008 (kinowa)
5. Instynkt wilka – Kobieta w lodówce (tytuł oryg. Varg Veum – Kvinnen i kjøleskapet), premiera 17 września 2008 (na DVD)
6. Instynkt wilka – Pogrzebane psy nie gryzą (tytuł oryg. Varg Veum – Begravde hunder), premiera 15 października 2008 (na DVD)

Seria II:
1. Instynkt wilka – Pisane na murze (tytuł oryg. Varg Veum – Skriften på veggen), premiera 27 sierpnia 2010 (kinowa)
2. Instynkt wilka – Czarna owca (tytuł oryg. Varg Veum – Svarte får), premiera 21 stycznia 2011 (kinowa)
3. Instynkt wilka – Oblubieńcy śmierci (tytuł oryg. Varg Veum – Dødens drabanter), premiera 08 kwietnia 2011 (kinowa)
4. Instynkt wilka – Wszystkie wilki są szare (tytuł oryg. Varg Veum – I mørket er alle ulver grå), premiera 04 listopada 2011 (kinowa)
5. Instynkt wilka – Zmarłym łatwiej (tytuł oryg. Varg Veum – De døde har det godt), premiera 20 stycznia 2012 (kinowa)
6. Instynkt wilka – Zimne serca (tytuł oryg. Varg Veum – Kalde hjerter), premiera 30 marca 2012 (kinowa)